# Krasnołąka (powiat działdowski)
Krasnołąka (niem. Schönwiese) – wieś w Polsce, położona w województwie warmińsko-mazurskim, w powiecie działdowskim, w gminie Działdowo. W latach 1975–1998 miejscowość należała administracyjnie do województwa ciechanowskiego.
Obok miejscowości przepływa Szkotówka, niewielka rzeka dorzecza Wisły, dopływ Wkry. 

## Historia
Wieś istniała prawdopodobnie już przed rokiem 1350. Nie zachowały się szczegółowe dane na temat daty założenia oraz zasadźcy. Wieś znana była także jako Schönwiese.
Trojan z Krasnołąki był przewodnikiem wojsk polskich w czasie wielkiej wojny z Zakonem Krzyżackim w roku 1410. 
Wieś, według opisów Emilii Sukertowej-Biedrawiny, od początku była zamieszkana głównie przez osoby polsko-mazurskiego pochodzenia. Świadczyły o tym także napisy na nagrobkach tutejszego cmentarza (do dziś można odczytać nazwiska Wischnewski i Kowalski). Cmentarz obecnie jest nieczynny, doprowadziło to do zaniedbania.  W 1921 roku stacjonowała tu placówka 13 batalionu celnego.
W okresie międzywojennym w miejscowości stacjonowała placówka Straży Celnej „Krasnołąka” a następnie placówka Straży Granicznej I linii „Krasnołąka”.